# Белча
Белча (рум. Belcea) — село у повіті Ботошані в Румунії. Входить до складу комуни Леорда.
Село розташоване на відстані 375 км на північ від Бухареста, 17 км на захід від Ботошань, 112 км на північний захід від Ясс.

## Населення
За даними перепису населення 2002 року у селі проживали 34 особи, усі — румуни. Усі жителі села рідною мовою назвали румунську.